# 愛はかげろうのように
「愛はかげろうのように」（あいはかげろうのように、原題 I've Never Been to Me）は、1976年のアメリカの歌。1977年にリリースされたシャーリーンのバージョンが代表的なものとして知られる。作詞・作曲はモータウンのヒットメーカーとして知られるロナルド・ノーマン・ミラー (en:Ron Miller (songwriter))とケネス・ハーシュ (en:Ken Hirsch)。
この記事では、「I've Never Been to Me」のシャーリーン以前にリリースされたバージョンや各種カバーについても記述する。

## 概要

### オリジナル版と初期のレコーディング
最初に録音がリリースされたのは、ランディ・クロフォードの歌唱版で、彼女の1976年のアルバム「Everything Must Change」に収録されたものである。このほか1977年には、シャーリーンのバージョンのほかにも、ナンシー・ウィルソンやウォルター・ジャクソン (en:Walter Jackson (singer))によって録音され、ナンシー・ウィルソンのバージョンは、この歌の初めてのシングルカットとしてビルボードのR&Bチャートで47位まで上昇した。ウォルター・ジャクソンのバージョンは、男性の視点に修正した歌詞で歌われたが、1977年春に出た彼のアルバム「I Want To Come Back As A Song」に収録されている。
1978年2月に、メアリー・マグレガー (en:Mary MacGregor)によるバージョン（日本語題は「幸福（しあわせ）はかげろうのように」）が、彼女のアルバム「In Your Eyes」からの先行シングルとしてリリースされた。このバージョンはビルボードのイージーリスニングチャートで29位に達した。1978年にはマーティ・ケイン (en:Marti Caine)もアルバム「Behind the Smile」用にこの歌を録音してシングルカットし、ドイツの歌手マリー・ロース (de:Mary Roos)はミヒャエル・クンツェのドイツ語詞によるカバー「Doch mich selber kenn ich nicht」をアルバム「Maryland」に収録している。

### シャーリーン版のヒット
シャーリーンは、1977年発売予定のアルバム「Charlene」のため、1976年に「愛はかげろうのように」を録音した。同曲はこのアルバムの三番目のシングルとして1977年9月にリリースされたが、ビルボードの最高順位で97位と、同じアルバムからのシングルの「It Ain't Easy Coming Down」や「Freddie」（それぞれビルボードで最高23位と40位）より低い順位に終わった。そのこともあり、シャーリーン自身このアルバムのリリース後は半ば引退状態であった。
1982年、フロリダ州タンパのラジオ局で放送されたことから人気が急上昇、アメリカのヒットチャートで3位、イギリスで1位、1983年にはオーストラリアで6週連続1位を獲得するなど世界的大ヒットとなった。1994年の映画『プリシラ』でも使用された。

### シャーリーン以降のバージョン
「I've never been to me」は、シャーリーンの歌唱版がヒットした後も数多くの歌手によってカバーされた。英語以外でも、スペイン語、ドイツ語、スウェーデン語、日本語、韓国語、中国語、広東語等に訳されており、スペイン語版はシャーリーン本人が歌っている（中国語圏のカバーに関しては中国語Wikipediaを参照）。
- テンプテーションズは1982年のアルバム「Reunion」でこの歌を男性視点の歌詞に修正してカバーしている。
- ハワード・キールはアルバム「Yesterday, Today and Tomorrow」でこの歌を男性視点の歌詞に修正して歌っている。また1985年から2002年までのコンサートでは決まってこの歌を歌った。
- オランダの歌手パトリシア・パーイ (en:Patricia Paay)は、映画「プリシラ」のオープニング曲として歌った「I've never been to me」を、1995年の英語のアルバム「Time of My Life」に収録している。
- ネッズ・アトミック・ダストビンは、1994年のアルバム「0.522」にこの歌を収録している。
- 台湾のアイドルグループS.H.Eは、2002年のアルバム「青春株式會社」にこの歌を英語で歌い収録している。
- チェコの歌手カレル・ゴット (en:Karel Gott)は、1983年のアルバム「a to mám rád」にこの歌のチェコ語版「Já Slyšel O Ráji」を収録している。
- フィンランドの歌手セイヤ・シモラ (fi:Seija Simola)は、1984年にこの歌をシングルで発売している。
- ドイツの歌手マリー・ロース (de:Mary Roos)は、上記のようにミヒャエル・クンツェのドイツ語詞によるカバーを歌っている。
- スウェーデンの歌手キッキ・ダーニエルソン (en:Kikki Danielsson)は、1983年のアルバム「Singles Bar」にこの歌のスウェーデン語版カバーを収録している。
- ヴィヴィアン・チョウ（周慧敏）は広東語でこの歌をカバーした「孤單的心痛」を歌っている。
- テレサ・テンはこの歌を中国語と英語の両方でカバーしている。
- 韓国の女性デュオAs Oneは1999年のアルバム「Day by day」にこの歌の韓国語版カバーを収録している。

日本では小柳ゆき、岩崎宏美、原田真純、小室みつ子などが歌っている。中でも椎名恵による1986年の日本語カバー曲「LOVE IS ALL 〜愛を聴かせて〜」がよく知られている。
歌詞の内容は、老境にさしかかった孤独な女性が、親を呪い己の不幸を嘆く若い女性にむけて、真実とは何かを教えている。自分はあちこちを旅し、快楽も貪り悪いこともやったけど、愛に恵まれず、子どもをおろしてしまった。でも、真実とは、愛であり、愛を貫くことのできなかった私は、私自身に出会うこともできなかった、と。この内容と関係あるかどうか不明だが、一時期、ポーラの化粧品やパナソニックのハンディービデオカメラ「愛情サイズ」など、若い母親向けのCMに使われたことがある。